# Playa del Inglés

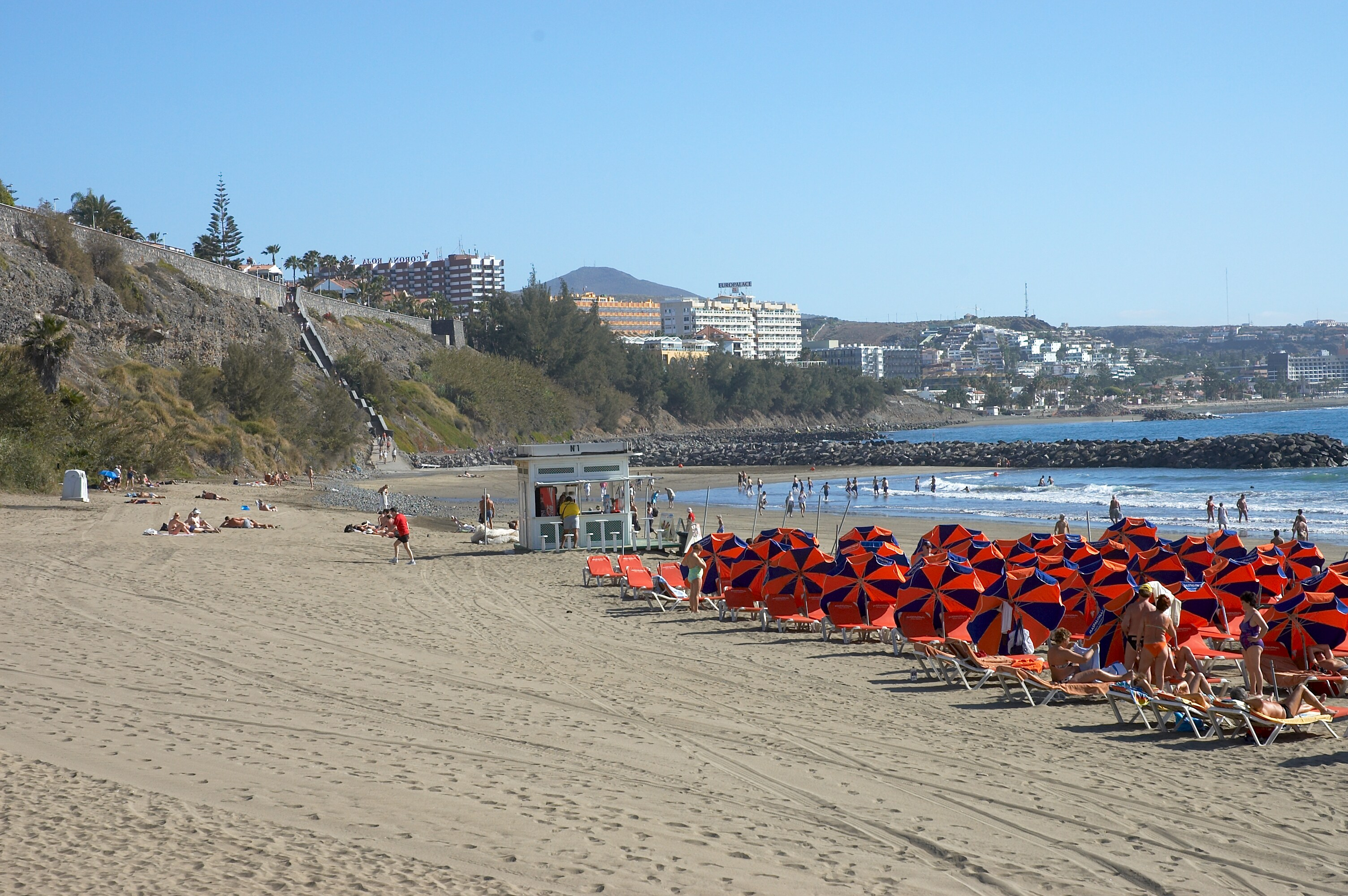
La spiaggia

Playa del Inglés è la zona turistica più famosa di Maspalomas, località della provincia di Las Palmas di Gran Canaria. Situata a est delle dune di Maspalomas, venne costruita negli anni settanta per lo sviluppo turistico della zona ed è diventata il luogo più conosciuto e popolato del comprensorio.
Playa del Inglés è una destinazione molto popolare per turisti provenienti da tutto il mondo attratti dal clima tropicale, in particolar modo europei, soprattutto britannici, tedeschi e scandinavi.
In questa località, situata nella parte meridionale dell'isola di Gran Canaria, ci sono molte discoteche, bar, ristoranti ed attività commerciali. La vita notturna è molto vivace, in particolar modo all'interno del centro commerciale "Yumbo Centrum".
Molto famosa e frequentata dai turisti di tutto il mondo è anche la spiaggia dorata vicina alle Dune di Maspalomas, contigua alla spiaggia di Playa del Inglés.